# دباش
دباش قرية في منطقة القرداحة في محافظة اللاذقية. بلغ عدد سكانها 472 نسمة في عام 2004 حسب إحصاء المكتب المركزي للإحصاء.